# Eva Haljecka Petković
Eva Haljecka Petković, cyr. Ева Хаљецка Петковић (ur. 1869, zm. 1947 w Belgradzie) – pierwsza kobieta położnik i ginekolog w Niszu.

## Życiorys
Eva Haljecka urodziła się w Polsce w rodzinie żydowskiej. Wcześnie straciła matkę. Ojciec, Marko Halicki był inżynierem budownictwa. Ewa ukończyła szkołę podstawową i liceum klasyczne w Odessie i Kijowie. W 1886 roku rozpoczęła studia medyczne w Bernie i kontynuowała w Zurychu. Tam w 1891 roku uzyskała licencjat. Specjalizację z ginekologii i położnictwa ukończyła w Wiedniu u profesorów Friedricha Schauta i Ernsta Wertheima. Po ukończeniu studiów przyjechała do Belgradu, gdzie jej ojciec kierował pracami przy budowie molo i zagospodarowaniu brzegów Dunaju. Tu poznała i wyszła za mąż za dr. Kostę Petkovicia. Małżeństwo nie trwało długo. Mieli jedno dziecko, córkę Verę. Doktor Eva Haljecka zmarła w 1947 roku i została pochowana w Belgradzie.

## Praca zawodowa
6 stycznia 1892 roku Ministerstwo Spraw Wewnętrznych Serbii mianowało dr Evę Haljecką asystentem medycznym w szpitalu miejskim w Belgradzie, a 28 kwietnia 1905 roku lekarzem na oddziale ginekologicznym tego szpitala. W lipcu 1909 roku została przeniesiona do nowego szpitala rejonowego w Niszu. Tam miała okazję praktykować pod kierunkiem znanego serbskiego chirurga dr. Mihaila Petrovicia. Podczas wojen bałkańskich (1912–13) Hajlecka pełniła funkcję dyrektora szpitala rejonowego w Niszu. 16 sierpnia 1915 została nim ponownie, przejmując zarząd od dr. Pavla Jefticia. Opiekowała się także chorymi podczas epidemii duru brzusznego w Serbii w 1915 roku. 17 grudnia 1918 została mianowana tymczasowym kierownikiem szpitala rejonowego w Niszu. 12 września 1919 dekretem królewskim została lekarzem na oddziale położniczym i chorób kobiecych szpitala rejonowego w Niszu, a 23 czerwca 1921 roku szefem tego oddziału.
Jako członkini Serbskiego Stowarzyszenia Medycznego, walczyła o zrównanie praw kobiet z mężczyznami zarówno w edukacji, jak i zatrudnieniu. W 1904 roku wzięła udział w pierwszym serbskim kongresie lekarzy i przyrodników w Belgradzie, gdzie została wybrana członkiem komitetu organizacyjnego. Wzięła również udział w pierwszym zjeździe chirurgów serbskich w 1907 roku w Belgradzie. W 1910 roku była pierwszą kobietą chirurgiem w Serbii, która wykonała cesarskie cięcie.

## Odznaczenia
- 1913 Order Świętego Sawy V klasy[3]
- 1914 Krzyż Miłosierdzia za opiekę nad chorymi i rannymi[3]
- 1915 Order Świętego Sawy IV klasy[3]

## Upamiętnienie
W 2019 roku jedna z ulic w dzielnicy Belgradu Stari Železnik w gminie miejskiej Čukarica została nazwana jej imieniem.